# Princip proporce

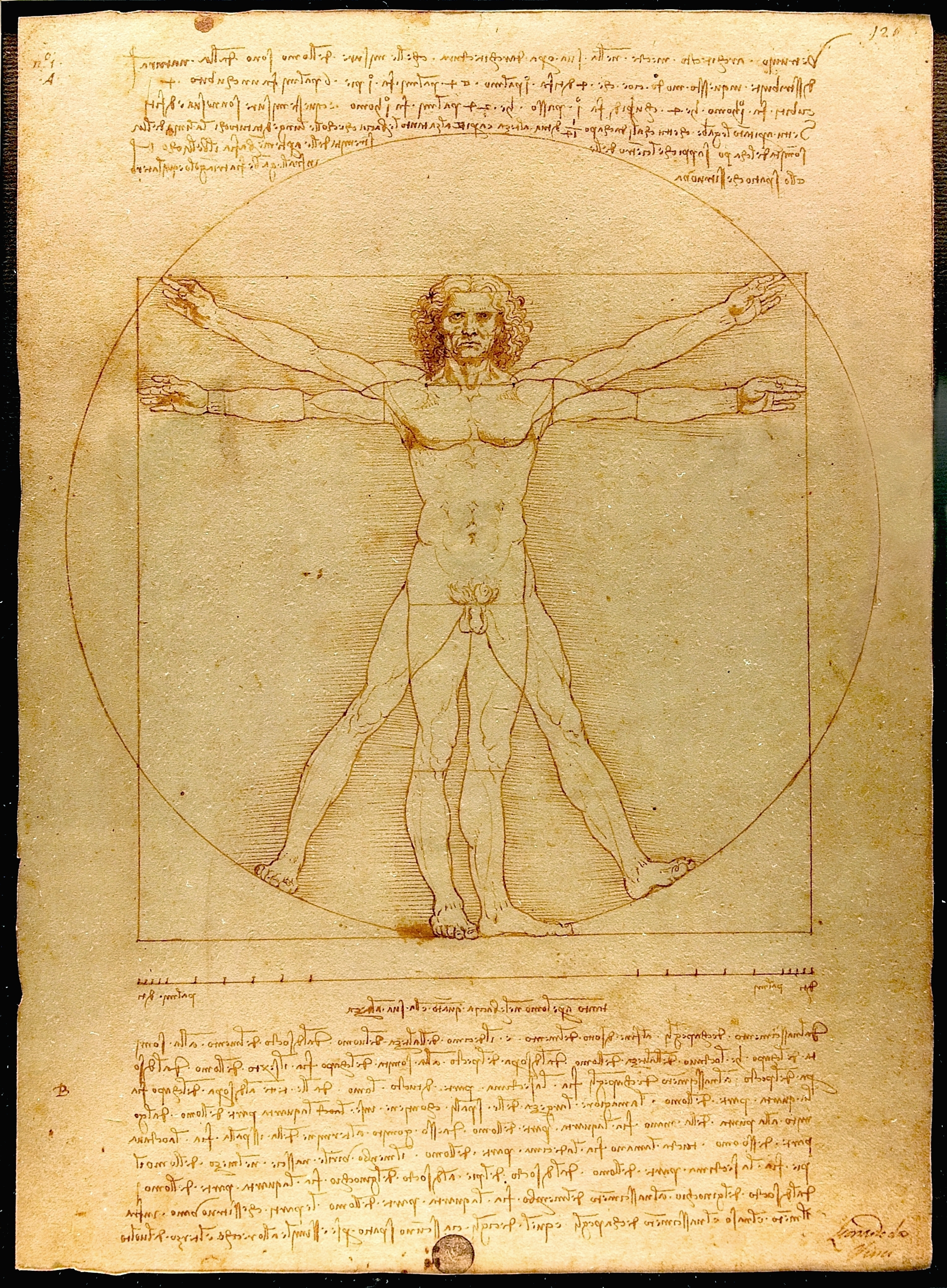
Proporční schéma Vitruviánského muže v kresbě Leonarda da Vinciho, z něhož lze odvodit tzv. zlatý řez (cca 1490, Gallerie dell'Accademia)

Princip proporce je jedním z pokročilých skladebných principů pro uspořádání prvků v obrazu. Na princip proporce se klade důraz ve všech oblastech umění – v malbě, fotografii, hudbě, literatuře, architektuře a dalších. Proporce je poměr mezi jednotlivými rekvizitami, který použijeme pro posouzení velikosti objektů. Použijeme obraz předmětu, který je všeobecně znám a slouží jako měřítko. Volbu předmětu je potřeba zvážit, nesmí rušit a nesmí být v rozporu s obsahem snímku.

## Historie
Proporční estetika byla užívána již ve středověku, kdy všude vládly požadavky na symetrii. Proporce souvisela se zákonem „rámce“. Například postava se musela přizpůsobit prostoru a tvaru lunety v tympanonu, sloupu v portálu, sloupové hlavici atd. Někdy mohl tento rámec postavu zvýraznit, jindy zesměšnit. Proporce byla chápána jako atribut krásy. Proporční estetika však byla estetikou kvantitativní a nikdy nepřekonala kvalitativní zálibu té doby k příjemné barvě a světlu.

## Galerie

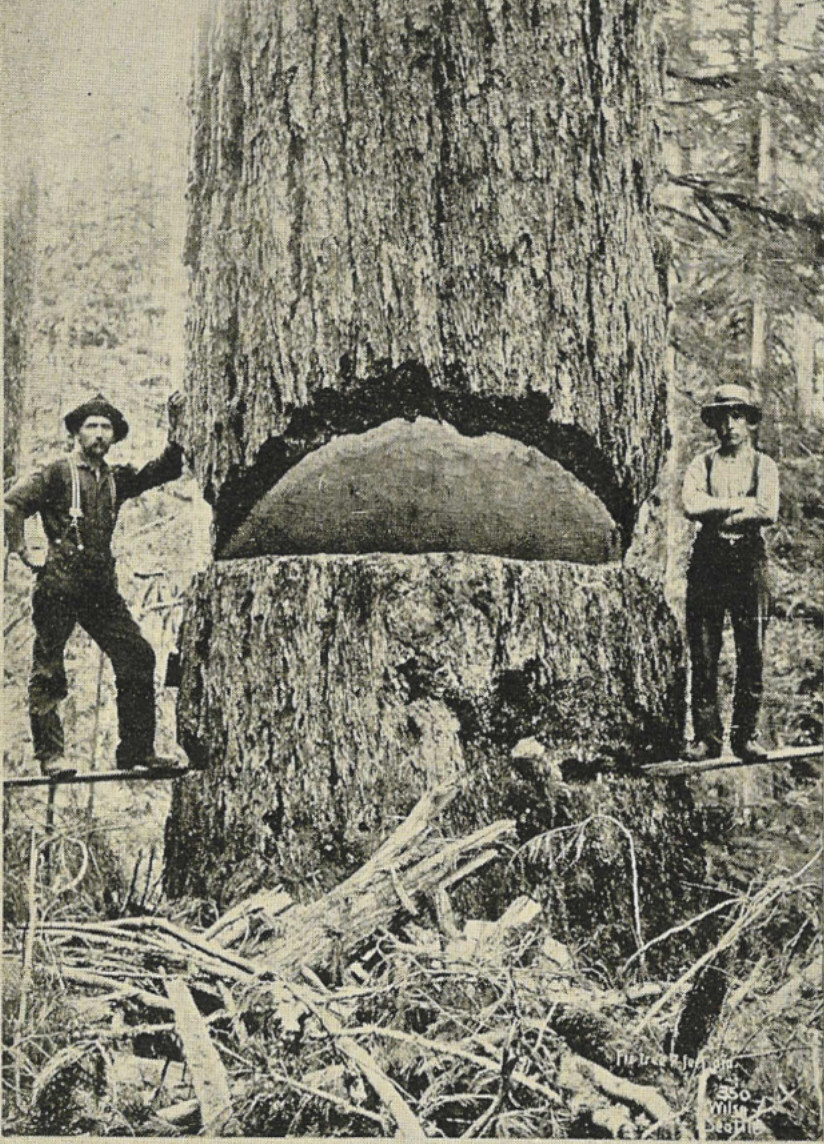
Anders Beer Wilse: Douglaska s třímetrovým průměrem, 1900
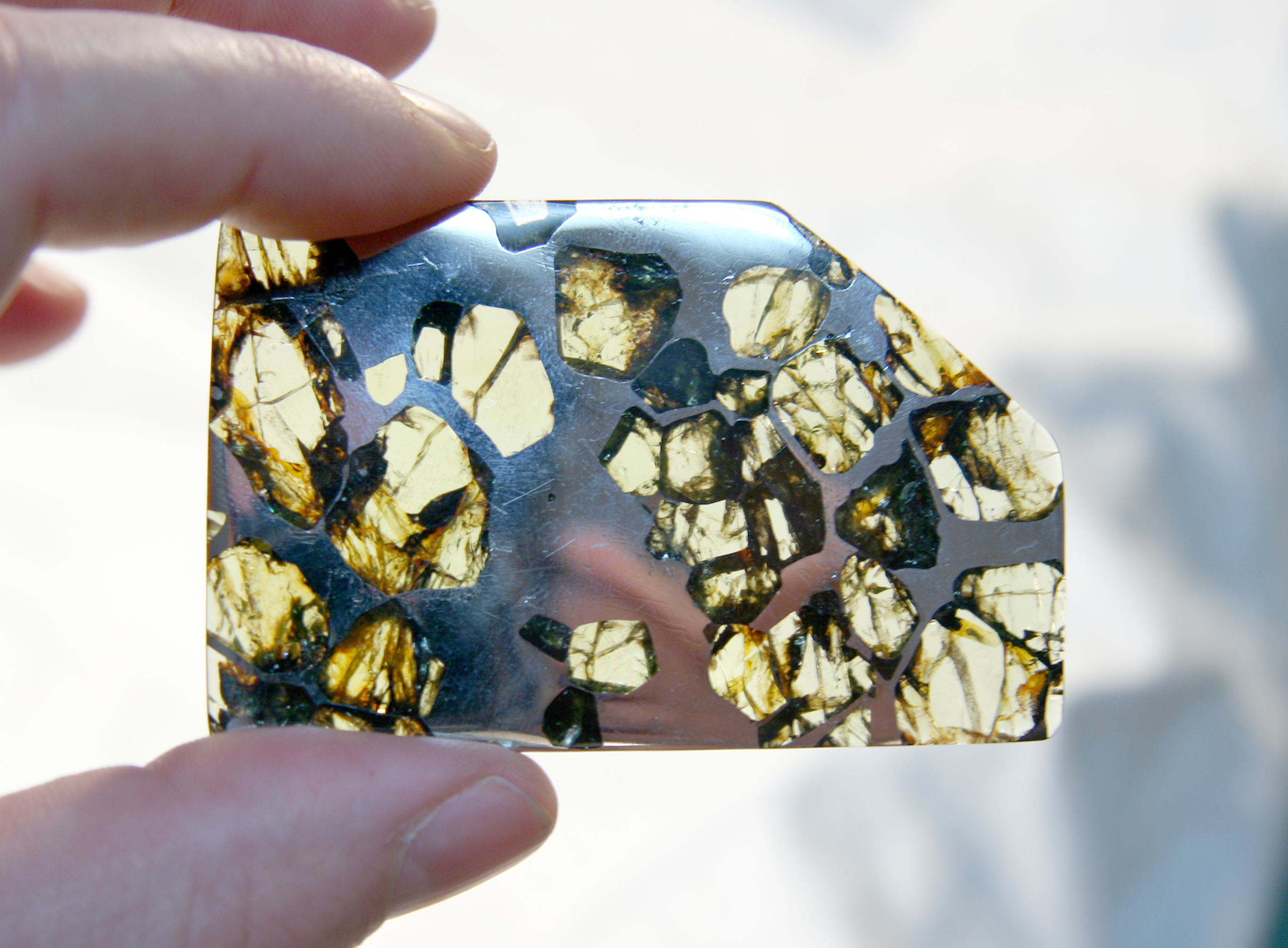
Meteorit
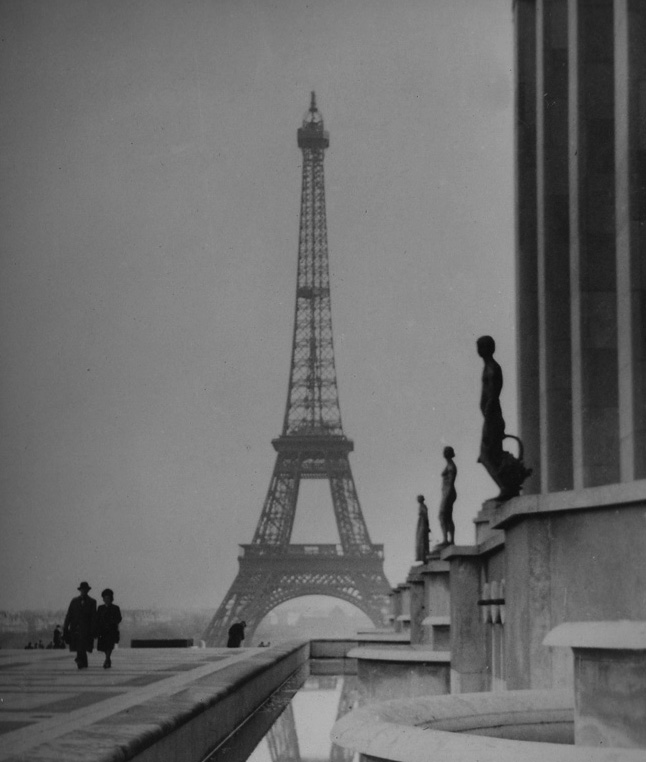
Eiffelova věž
Charles Fenno Jacobs: Ocelová konstrukce ponorky, Electric Boat Company, Groton, Connecticut